# 翠色の習作
翠色の習作（エメラルドのしゅうさく、原題：英: A Study in Emerald）は、イギリスの小説家ニール・ゲイマンが2004年に発表した短編小説。
名探偵ホームズの模倣作品でありクトゥルフ神話。タイトルは、シャーロック・ホームズ作品群の一編『緋色の研究』をもじったもの。2004年のヒューゴー賞 短編小説部門を受賞した。
アンソロジー『ベイカー・ストリートを覆う影』（未訳）のために書かれた短編作品であり、友人編集者は「ホームズがラヴクラフトの世界に遭遇する話」を希望してゲイマンに執筆依頼した。引き受けたゲイマンはホームズの合理ミステリとラヴクラフトの不合理ホラーの融合を難しいと思いつつも（曰く「その設定にはかなり無理があるんじゃないかと不安になった」）、どちらかを軽んじることにならないよう工夫したと語る。
翻訳者の金原瑞人は絶賛し、短編集『壊れやすいもの』からひとつだけ選ぶなら本作と述べ、「なにより「月」に象徴されるこの作品のおもしろさ！」と解説している。

## あらすじ

### 本編
アフガンに派兵された「わたし」は、地底湖で怪物に遭遇し、命からがら生還した。帰国して軍もやめ、下宿を探すうちに、奇妙な人物と知り合い、ベイカー街で同居を始める。「わが友」は頭脳明晰で、警察から相談を受けることがあった。あるとき、わたしが同行した殺人現場には、緑色の液体にまみれた惨殺死体があった。友は被害者を一目見るなり「外国の王族だろう」と見抜き、ダイイングメッセージや証拠に思考を巡らせる。やがて友とわたしは、王宮に呼ばれ、女王陛下直々に犯人捜しを命じられる。
わたしと友は、演劇を鑑賞した後、楽屋で俳優と面会する。2人は新世界から来た劇場興行主とその友人と装って、劇団をスカウトしたいと話をしつつ、情報を探る。友の推理を聞いたレストレイド警部は、犯人逮捕の準備を整える。だが、犯人は友に手紙を出してきて、真相を解説すると共に、好敵手に出会えたことを讃え、だが自分は絶対に捕まらないと宣言する。王室は友の推理を称賛するも、犯人は警察の包囲網をくぐりぬけ行方をくらます。わたしは真実を記録し、銀行の金庫に封印する。

### 舞台劇
ヨーロッパ数か国を巡業したストランド劇団による、三本立ての演目。『弟のトムはうりふたつ』『小さな花売り娘』『旧支配者きたる』。三番目は、700年前の海辺の村を舞台に旧支配者の到来を描く。

## 主な登場人物
- わたし - 語り部。軍を退役し、新たな友と住居を得たところ、殺人事件と捜査に関わることになる。
- わが友（偽名：劇場興行主のヘンリー・キャンバリー） - 白衣の男。頭脳明晰で変装の達人。初対面でわたしの前歴を言い当てる。
- レストレイド警部 - ロンドン警視庁の警部。難事件の相談を「わが友」に持ち掛けてくる。
- フランツ・ドラーゴ王子 - ボヘミア国の王子。ヴィクトリア女王の甥であり、国賓として渡英していた。緑色の液体にまみれた惨殺死体で発見される。
- ヴィクトリア女王 - 英国女王。「ヴィクトリア（勝利）」「グローリアーナ（栄光）」「女王」と呼ばれる。肖像は貨幣にも刻まれている。
- アルバート公 - ドイツ出身で、ヴィクトリア女王の夫。
- シェリー・ヴァーネット - ストランド劇団の俳優。
- ウィギンズ - 浮浪児。犯人からのメッセンジャーとして、手紙を持ってくる。

## 解題
最初にロンドン、ベイカー・ストリート、アフガン帰りの軍人、顧問探偵、レストレイド警部などの、いかにもシャーロック・ホームズシリーズへのオマージュといったキーワードが示され、読者は、この話はパラレルワールドにおけるシャーロック・ホームズ物であり、語り手「わたし」が、アフガン帰りの軍医で射撃の名手であるジョン・ワトソンで、「わが友」とはシャーロック・ホームズであると解釈するようにミスリードされる。
終盤で容疑者の一人、ヴァーネットがよこした手紙には、只者ではない洞察力が示された文面がつづられており、読者はもしかしたらこちらがホームズなのではないかと気づき、続けて共犯者の医者は「ジョン・ワトソンではないかといわれている」という情報が与えられ、それを確信する仕掛けになっている。
では「わが友」とは誰なのかということになるが、これはシャーロック・ホームズの最大の敵である
ジェームズ・モリアーティ教授が第1の候補となる。ヴァーネットの手紙には、「わが友」が2年前に発表した小惑星の力学に関する論文に、論理的矛盾を指摘する手紙を送ったことがあると記されているが、オリジナルのシャーロック・ホームズシリーズでは、モリアーティ教授は『小惑星の力学』という論文を発表したとされている。
話の最後に、「わたし」は「S_________・M______ 少佐 (退役)」とイニシャルで署名しているが、オリジナルシリーズで、モリアーティ教授の右腕は、ワトソンとほぼ同時期にアフガンに従軍していたセバスチャン・モラン大佐であることから、パラレルワールドにおける彼が「わたし」の正体と判明する。なお、ヴァーネットと初対面の際に「わが友」は「わたし」を「友人のセバスチャン氏です。」と紹介しており、読者は偽名と見せかけて本名を使って引っかけられていたことに、後で気づかされることになる。アルビオンという地名が作品中に数回登場しているが、最後に署名地は「ニュー・アルビオン、ロンドン」となっており、女王が治めるこの国の名称は、英国ではなくニュー・アルビオンであったことが明かされる。
余談として、事件の後日に「わたし」が「わが友」に聞いた話として、ヴァーネット(＝ホームズ)は「わが友」の論文への論理的矛盾を指摘する手紙の中で、「質量とエネルギーと光の推定速度の関係についての大胆な仮説」を提示しており、ホームズがアインシュタインより早く特殊相対性理論に到達していた可能性を示唆している。「わが友」は、これを「よくできた、危険な愚説(dangerous nonsense)だった」と切り捨てていることから、モリアーティは簡明な数式 E = mc2 に基づく核兵器の開発が、旧支配者の支配に終焉をもたらす可能性を危惧していたと解釈できるかもしれない。

### ナイアーラトテップ
本作品の中でナイアーラトテップ(ナイアルラトホテップ)への直接の言及は、舞台劇(劇中劇)の3本目の中での「黒き人」という記述のみであるが、その化身ではないかと疑わせる人物が何人かいる。なお、ナイアーラトテップの化身は、それぞれ個別の人格(神格)、知能レベル、記憶を持つことができるという神話上の設定がある。
- アルバート公 - 旧支配者である女王の夫で、やはり旧支配者であるはずだが、「わたし」は「どこからみても、普通の人間だ。」と形容しており、旧支配者でありながら人間に擬態できる特性はナイアーラトテップを想起させ、また実際に強壮なる「使者」としての役割を務めている。
- 「わが友」 - 「わが友」に捜査を行わせるよう指示したのはアルバート公であり、女王から直接テレパシーで指示を受けている点は「使者」的である。また、異常に巧みな変装能力を示しており(元娼婦にまで化けている)、ナイアーラトテップの変身能力を想起させる。
- 「わたし」 - 女王は「わたし」にテレパシーで「あなたは価値ある人です。」と語りかけている。そもそも、なぜ「わが友」が「わたし」を同居人に選んだのかという理由がはっきりとは語られていない。アフガンの洞窟で敵対的な存在に襲撃され、神経系に損傷を受けてナイアーラトテップとしての記憶を失っている可能性もある。
- ホームズ - 「わが友」がナイアーラトテップの化身であると仮定した場合、それと互角の知的能力を持ったヴァーネット＝ホームズが只の人間とは考えにくい。「わが友」はホームズが何をしようとしているかを予測して「もし立場が逆なら、ぼくもそうするからさ。」と述べているが、これは同じ化身として自分と思考パターンが類似しているという確信があるから言えるという可能性もある。
- ワトソン - 「わが友」の推理とヴァーネットの手紙によれば、ドラーゴ王子をナイフで殺害したのは共犯者の医者＝ワトソンであるが、生身の人間が旧支配者の一員をどうやってナイフで殺害したのかという問題がある。

ナイアーラトテップは別名「這い寄る混沌」と呼ばれるトリックスター的神位であり、正常と安定ではなく狂気と混乱を好む。旧支配者による安定した支配が700年続き、そろそろ退屈になったので、大規模な変動を画策している可能性もある。

## 関連作品
- 尖塔の影 - ロバート・ブロックによるクトゥルフ短編小説(1950年)。ナイアーラトテップに憑依されたアンブローズ・デクスター医師が核兵器の開発を推進する。
- 永劫の探究 - オーガスト・ダーレスによるクトゥルフ連作短編(1962年)。クトゥルフを核攻撃する場面が描かれている。
- アーカム計画 - ロバート・ブロックによるクトゥルフ長編小説(原題：Strange Eons、1978年)。人類防衛組織〈アーカム計画〉は核攻撃により1度はクトゥルフを消滅させることに成功するが、ヨグ＝ソトースは第2のクトゥルフを誕生させようとしていた[3]。

## 収録
- 『壊れやすいもの』金原瑞人・野沢佳織訳

## スピンオフメディア
マーティン・ウォレスがデザインしたボードゲームが2013年に発売された。日本語版は2016年にアークライトから発売。副題は『ホームズvsクトゥルフ』。